# Conibo
Conibo, pleme ili skupina plemena američkih Indijanaca koja žive u području rijeke Ucayali u Peruu i govore jezicima i dijalektima porodice Panoan. Conibo Indijance Mason (1950) jezično klasificira kao jednu od dviju glavnih skupina na koju se dijele Chama del Ucayali (druga je Cashibo ili Caxibo), i dalje ih dijeli na tri ogranka: a) Conibo vlastiti; b. Shipibo (sa Sinabo i Manamabobo); c. Setebo {sa Sensi; Panobo (s pano, pelado, manoa i cashiboyano)}. Jezik Shipibo-Conibo ima nekoliko dijalekata, viz.: shipibo (alto ucayali), conibo (coniba), pisquibo, shetebo (setebo, setibo, xitibo, manoita), shipibo del madre de dios. Lovci i ribari.

## Vanjske poveznice
- Pucallpa and Iparia Peru  Arhivirana inačica izvorne stranice od 2. veljače 2009. (Wayback Machine)